# 1931年型(3-K)76公厘高射炮
1931年型(3-K)76公厘高射炮（76-мм зенитная пушка образца 1931 года (3-К)
，GRAU編號：52-P-361（52-П-361））是蘇聯向德國採購之高射炮設計自製而成的第一代高射砲，為蘇聯紅軍在第二次世界大戰初期的主力防空武器。

## 開發歷史
蘇聯紅軍成立後，自俄羅斯帝國陸軍庫存中取得的高射炮是第一次世界大戰時研發的1914/15年式76毫米高射炮，裝備不但數量極少，性能也落伍，蘇聯為儘速完成軍備現代化，因此私下向受到凡爾賽條約而被限制開發新銳軍備的威瑪共和國接洽合作。
1929年，萊茵金屬為了與蘇聯連絡創立了一家人頭公司BYUTAST（技術工作與研究私人有限公司，俄文：общество с ограниченной ответственностью «Бюро для технических работ и изучений»），BYUTAST公司與蘇聯政府在1930年8月8日簽署秘密合作協議，1930年8月28日協議帶往柏林正式換約，蘇聯在該合約支付了112.5萬美元，德國人則允諾協助蘇聯製造以下裝備：
- 37公厘反戰車炮
- 76公厘高射炮
- 150公厘步兵炮
- 152公厘榴彈砲
- 20公厘自動防空機砲
- 37公厘自動防空機砲

在高射炮的項目中，德國人提供了當時由萊茵金屬開發中的4門7.5公分／55倍徑高射炮以及相關的生產設計圖、製造工程圖，與原型不同的部分是蘇聯人要求火炮口徑需要調整為蘇聯從一戰時制定的三英寸（76.2公厘）規格。1931年6月7日，原型火炮運抵衛在列寧格勒的蘇聯砲兵實驗場進行測試，確定其技術表現合乎蘇聯要求的每秒820-830公尺初速。
在初步測試結束後，蘇聯第八火砲工廠負責將此型高射砲自製化之任務，工程在1931年開始，在1932年初完成了4門原型砲，並在1932年2月至4月間德國版本進行測評，測評過程因不明原因中斷了2個月，至1932年6月8日至7月17日恢復並完成測試，並以1931年型76公厘高射炮之名定型制式化。並在1932年簽約量產。(3-K)代碼意思是製造廠所在地點(Королёв)的第3個研發項目。
由於德國提供的僅有火炮，不包含高射計算機等專業防空器材，早期的76公厘高射炮缺乏統一節制的射控裝備，僅能倚靠火炮自備的光學瞄準鏡攻擊目標，直到1938年蘇聯科學院院士米海爾·波列耶夫克托維奇·科斯堅科開發出電控同步伺服裝置以及PUAZO-3高射計算機，甫解決高射炮指揮系統的技術瓶頸。

## 量產與評價
與同時間授權技轉的37公厘戰防砲相同，第八工廠在初期遭遇了生產技術瓶頸，測試結果表示第八工廠需要對火炮設計進行44項更改，量產雖在1932年定案，但第一批175門火炮後留廠待修，直到1933年交貨。第二批火炮在1935年交貨，量產了374門。隨後量產開始順利進行，1936至1937年共生產約1,350門、1938年量產900門、1939年量產1,706門後停產，總產量約4,450門。
相對於它國高射砲，1931年型的特徵是高度原始的炮架設計。在1920年代末期，可360度轉向的十字型炮架是各國發展高射砲的主流，但是如何讓炮架同時兼顧弋引與開設的便利性則各有取捨。1931年型的炮架型號為 ZU-29 (ЗУ-29)採雙輪設計，炮架可折疊，但與弋引鉤分開。開設火炮陣地時除了需要放列駐鋤，炮組還需要以手動方式將弋引用輪軸與炮架分離，大幅增加了火炮收放的時間，當時計算炮組要將火炮進入作戰狀態需要5分鐘，與其它高射炮相比耗時較長。同時砲架重量也與它國野戰用高射砲要重上1公噸，因此已無法使用馱馬弋引，必須使用大型卡車拖曳。
1931年高射炮雖然火力表現差強人意，但由於炮架與射控上都不足以適應後續戰爭，因此蘇聯隨後以維持同口徑，但改良炮架設計的1938年式高射炮量產取代1931年式高射砲的量產線，但是服役中的1931年式高射砲仍大量佈署在固定陣地持續運用。在1941年德蘇開戰時，蘇聯陸軍有3,821門服役、蘇聯海軍則有682門，在二戰期間則逐漸被口徑更大、火力更強的1939式52-K 85毫米高射炮取代。
| 火炮運用彈種     |                         |                    |                    |                |                |
| 類別             | 炮彈代號                | 炮彈彈頭重量(公斤) | 內含裝藥重量(公斤) | 炮彈總重(公斤) | 引信           |
| 定時引信高射炮彈 |                         |                    |                    |                |                |
| 定時引信高射炮彈 | UO-361 (УО-361)         | 6,61               | 0,682              | 11,5           | T-5 (Т-5)      |
| 定時引信高射炮彈 | UO-361D (УО-361Д)       | 6,61               | 0,458              | 11,57          | T-5 (Т-5)      |
| 定時引信高射炮彈 | UO-361K (УО-361К)       | 6,61               | 0,458              | 11,75          | TKTM-1 (КТМ-1) |
| 榴彈             |                         |                    |                    |                |                |
| 榴彈             | USchtsch-361 (УШ-361)   | 6,61               | 0,084              | 11,3           | T-ZUG (Т-ЗУГ)  |
| 榴彈             | USchtsch-361B (УШ-361Б) | 6,61               | 0,084              | 11,75          | T-Z (Т-З)      |
| 穿甲彈           |                         |                    |                    |                |                |
| 穿甲榴彈         | UBR-361 (УБР-361)       | 6,6                | 0,119              | 11,3           | MD-5 (МД-5)    |
| 穿甲彈           | UBR-361SP (УБР-361СП)   | 6,6                | –                  | 11,3           | –              |

## 相關照片

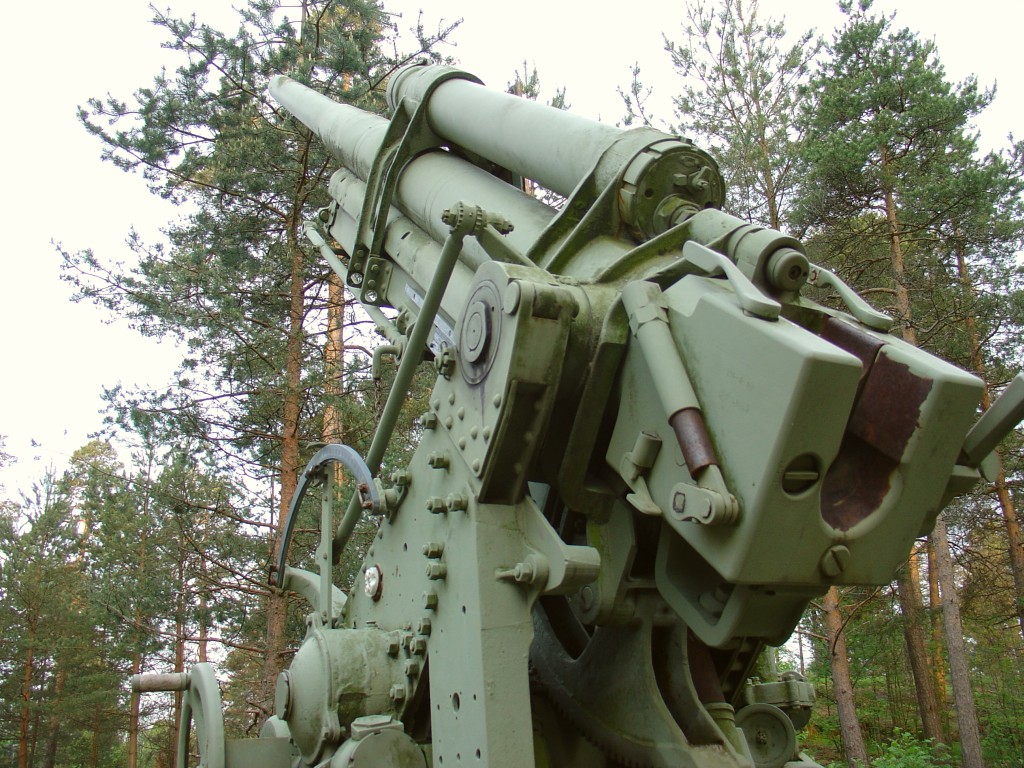
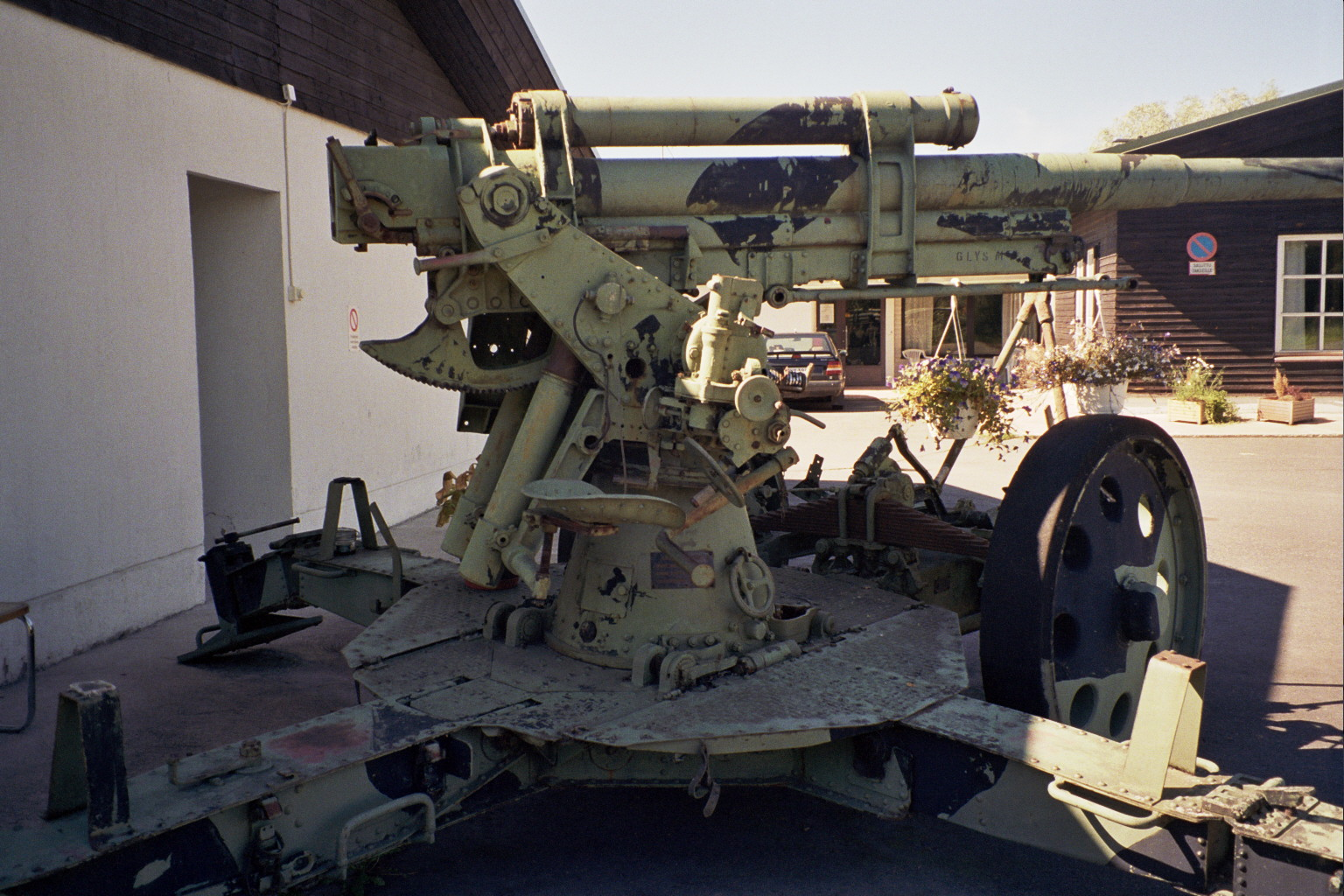
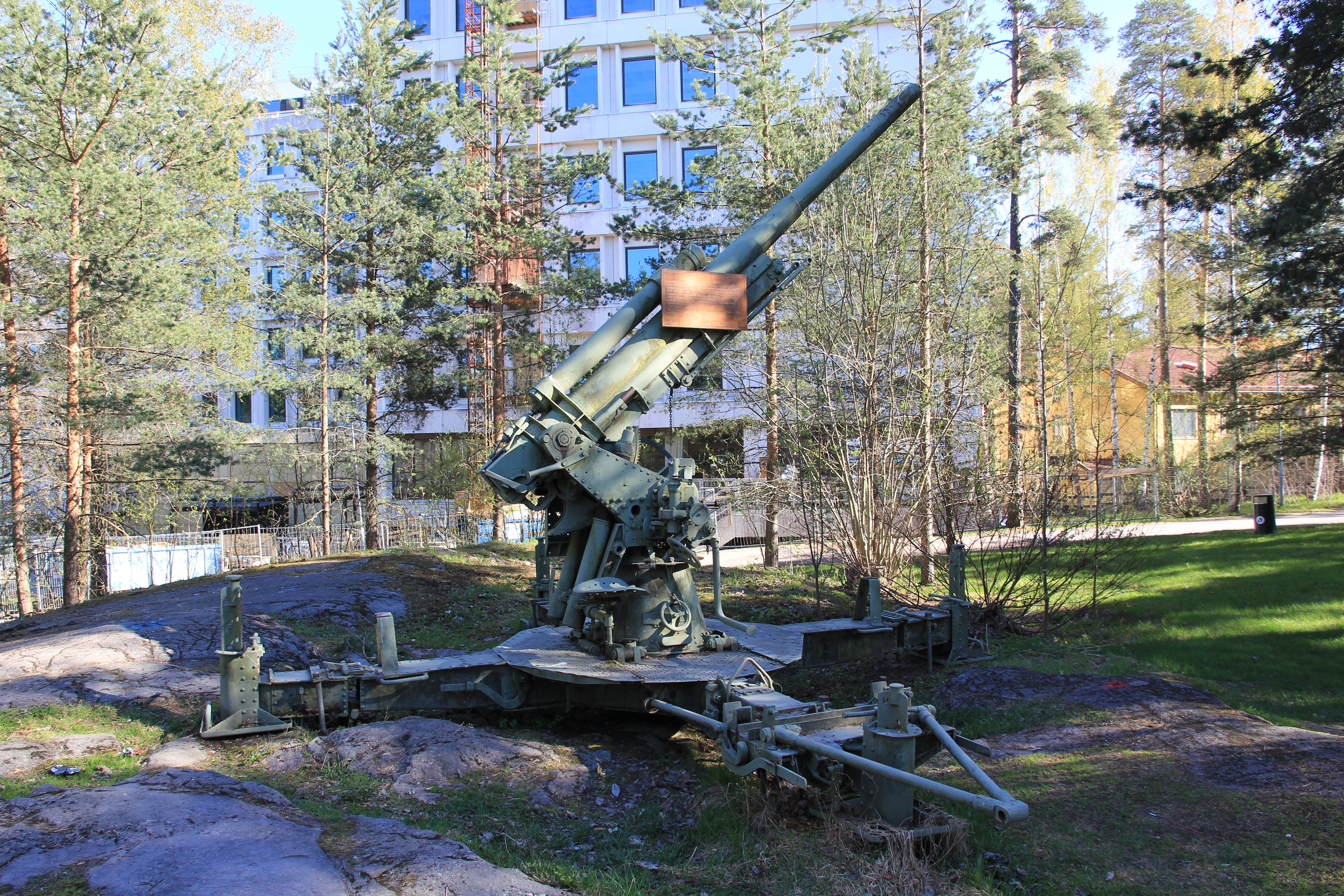
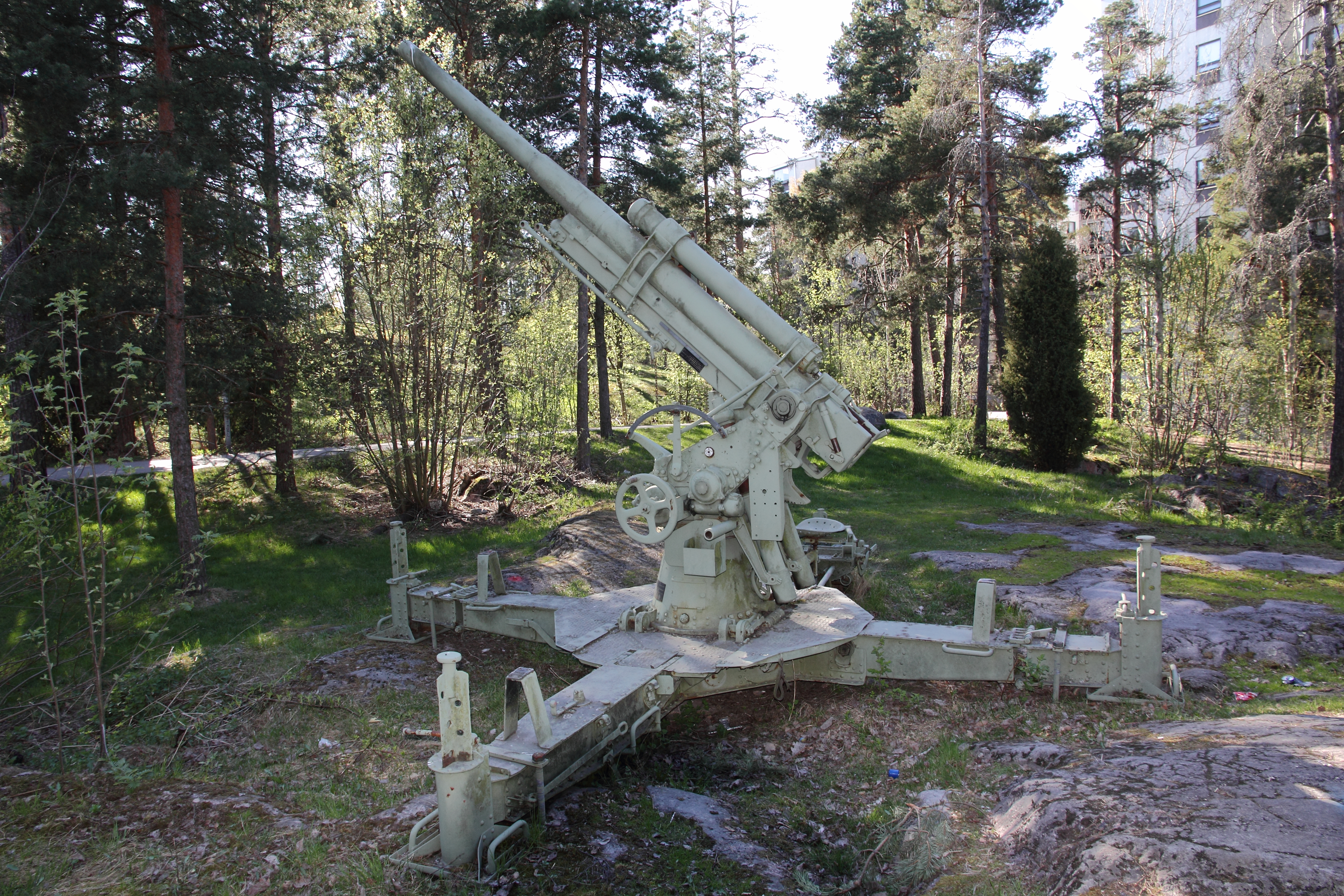
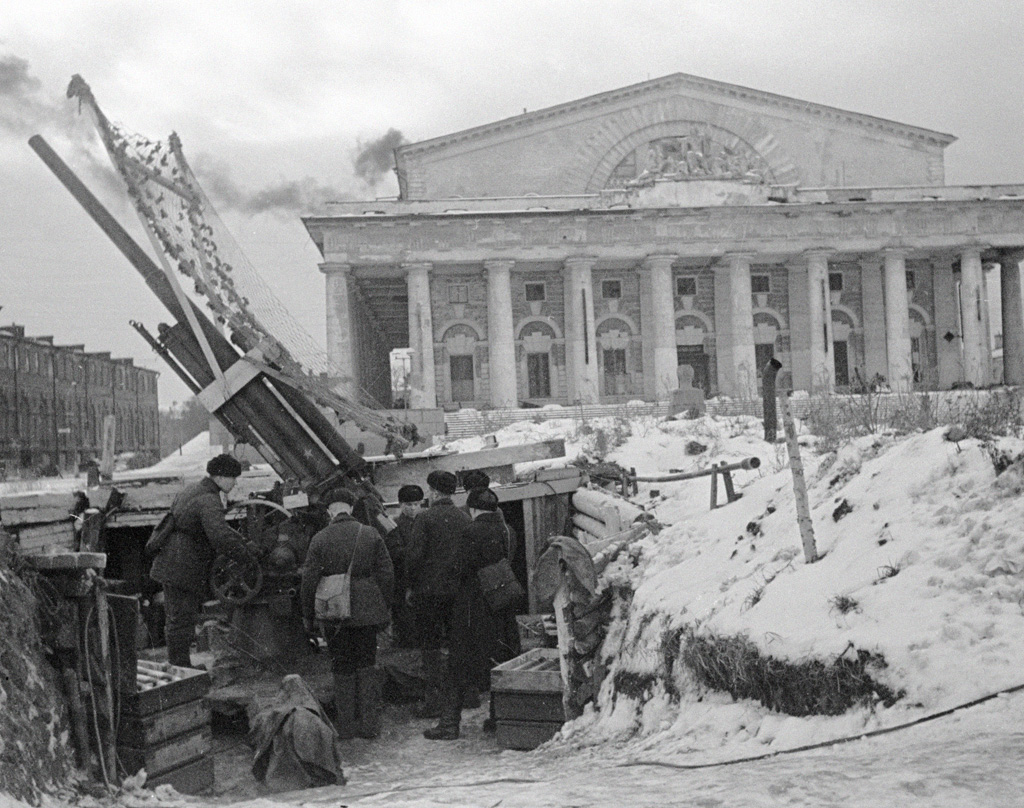

## 使用國家

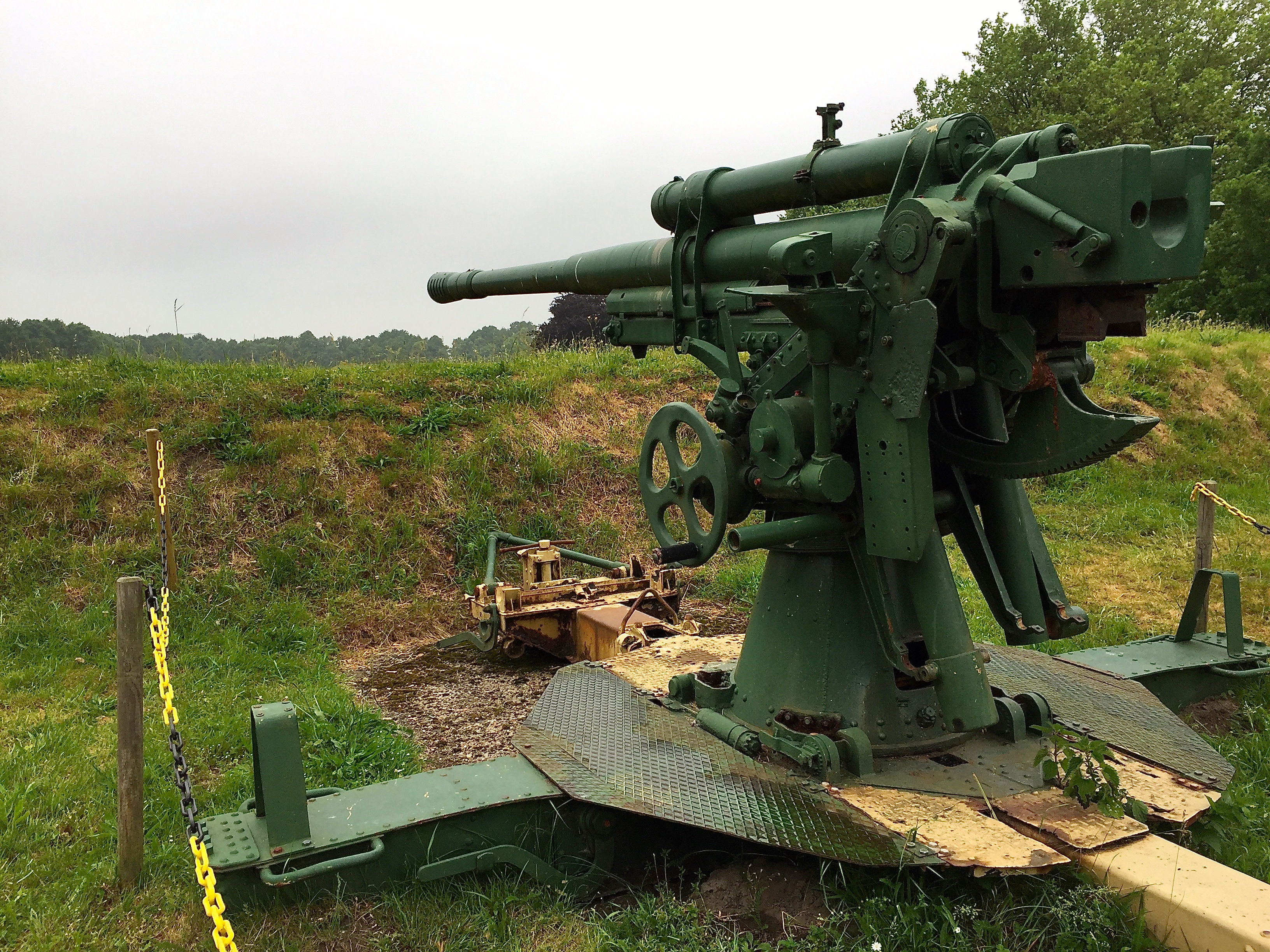
在荷蘭展示的8.8 cm Flak M31 (r)，砲口制退器是它與原版的最大區分特徵

爱沙尼亚
1939年12月愛沙尼亞軍事代表團赴蘇聯談判時採購了12門1931年型防空砲，訂單還包括了可替換的內膛、6,000發砲彈、一防空營所需的指揮設備（3台光學測距儀、3台配賦有線電話與探照燈的PUAZO-3高射計算機、9組炮長用通信器材）以及相關的技術資料，裝備在1940年1月31日至2月8日間完成交付。
 芬兰
冬季戰爭期間，自蘇聯陸軍中繳獲了46門，芬蘭軍編號76 ItK/31 ss。.在1944年向納粹德國增購它們繳獲的同型炮72門以及配套彈藥，搭配繳獲的PUAZO-3高射計算機或自法國採購的Audiere機械高射計算機。在後續採購的新型高射砲服役後，芬蘭軍在1970年將45門同型炮轉移作為海岸炮使用，編號76 ItK 31 Rt(Rt為芬蘭文之rannikkotykistö，岸防砲)，有極少量作為訓練用火炮服役到21世紀，至2013年仍有開炮紀錄。
 納粹德國
在1941年德蘇開戰後自各地戰場繳獲，德軍編號7.62 cm Flak M31 (r)(31年式7.62公分高射炮)。除了出售給芬蘭外，後來德軍使用時為了降低後勤壓力，將火炮改膛成88公厘，並在砲口加裝砲口制動器解決砲彈口徑更改後加強的後座力，編號8.8 cm Flak M31 (r)。至1944年後大多數已經報廢。
 中華民國
1937年8月21日，中華民國與蘇聯簽訂了中蘇互不侵犯條約，1938年起蘇聯對中華民國提供了2.5億美金的低利借貸用於購買蘇聯軍火以及戰爭物資。1931年型高射砲在1938年初所訂購，採購20門，每門單價20,000美金，配賦彈藥一門2,000發。訂單還包括40具替換用內膛、曳引車、高射砲配套器材，全套裝備由西北陸運進入中國。當時擔任防空砲兵總負責人的黃鎮球時驗收時才得知蘇聯提供的配套器材僅有探照燈、聽音器，無高射計算機。但蘇聯軍事顧問團防空顧問Я. М. Табунченко的回憶則表示該批軍援中有5台PUAZO-1高射計算機、4具探照燈、2部對空聽音機。
國軍運用這批火炮，搭配原本防空學校的6個高射砲兵連成立直屬軍委會的砲兵第45團，該團下有3個營，7.62高射砲配置於第三營，該營下編有4個高射砲連（7、8、9、10連），每連4門高射砲，未編入該營的高射砲則隸屬在防空學校下作為教育訓練運用。有3個連在民國二十七年武漢會戰前完成訓練，並在會戰期間投入武漢防空作戰。砲45團第7、8連則會戰期間1938年5月運往廣州增援民國二十七年的廣州戰役，結果因廣東遭日軍快速佔領撤退不及全數損失，大部分雖在撤退時成功銷毀，但仍有一部分遭到日軍擄獲並修復。武漢會戰後，殘存的M1931有2個連佈署在四川省成都作為重慶大轟炸期間的防空火力，1個連佈署在廣西省桂林。
 苏联
主要用戶，包括蘇聯陸軍與蘇聯海軍皆有配備。